# Mullen (Nebraska)
Mullen é uma vila localizada no estado americano de Nebraska, no Condado de Hooker.

## Demografia
Segundo o censo americano de 2000, a sua população era de 491 habitantes.
Em 2006, foi estimada uma população de 502, um aumento de 11 (2.2%).

## Geografia
De acordo com o United States Census Bureau, a localidade tem uma área de 1,0 km², sem área coberta por água. Mullen localiza-se a aproximadamente 980 m acima do nível do mar.

## Localidades na vizinhança
O diagrama seguinte representa as localidades num raio de 68 km ao redor de Mullen.